# Vague de mobilisation (Wehrmacht)

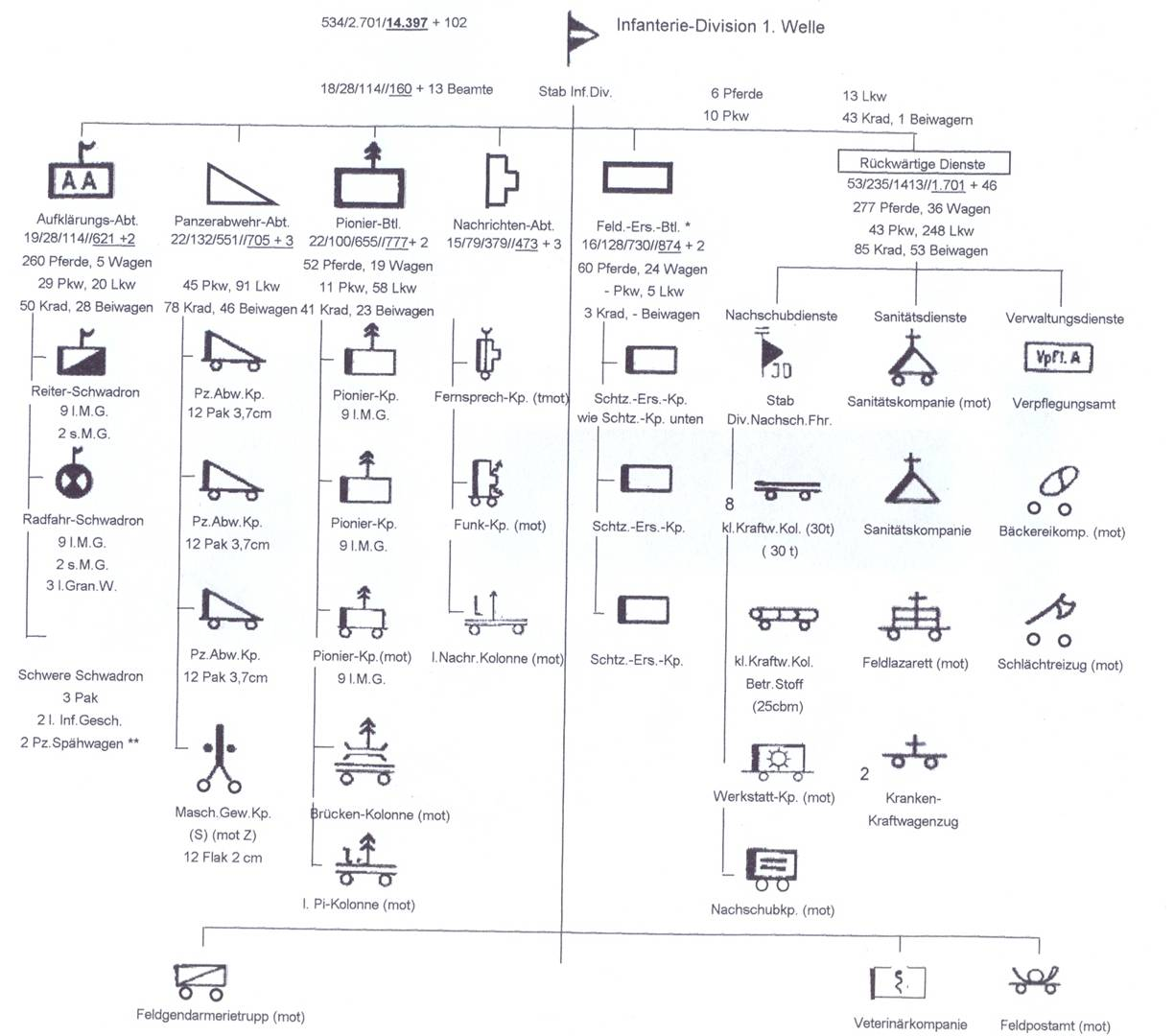
Troupes d'une division d'infanterie de la 1re vague de la Wehrmacht (texte en allemand).

Une vague de mobilisation (en allemand : Aufstellungswelle) est le nom utilisée dans l'Armée de terre (Heer) allemande pendant la Seconde Guerre mondiale pour désigner un ensemble de divisions d'infanterie levé à la même période, sur un même type d'organisation et d'équipement et qui a le même type de personnel et de niveau de formation.

## Vagues
De 1934 à 1945, trente-cinq vagues sont formées dans les différents districts militaires (Wehrkreise), sous la supervision de l'Armée de remplacement ou Ersatzheer.
Toutes les divisions existant avant la mobilisation du 26 août 1939 font partie de la première vague, les unités du temps de paix. La dernière vague, la 35e, appelée aussi « vague du Haut-Commandement » est organisée le 30 mars 1945 parmi le personnel de l'OKW.
| N° de vague | Division | Création                   |
| ----------- | --- | -------------------------- |
| 1.          | 1. à 36. Infanterie-Division (ID), 44. à 46. ID, 50. ID                                                           | 1934 à 1939                |
| 2.          | 52. ID, 56. à 58. ID, 60. à 62. ID, 68. ID, 69. ID, 71. à 73. ID, 75. ID, 76. ID, 78. ID, 79. ID, 86. ID, 87. ID, | 26 août 1939               |
| 3.          | 205. à 209. ID, 211. à 218 ID, 221. ID, 223. ID, 225. ID, 227. ID, 228. ID, 231. ID, 239. ID, 246. ID, 311. ID    | 26 août 1939               |
| 4.          | 251. à 258 ID, 260. ID, 262. ID, 263. ID, 267. à 269. ID                                                          | 26 août 1939               |
| 5.          | 93. à 96. ID, 98. ID                                                                                              | Septembre 1939             |
| 6.          | 81. à 83. ID, 88. ID                                                                                              | 14 novembre 1939           |
| 7.          | 161. à 170. ID, 181. ID, 183. ID, 196. à 199. ID                                                                  |                            |
| 8.          | 290. à 299. ID | Février 1940               |
| 9.          | 554. à 557. ID | Février 1940               |
| 9.          | 351. ID, 358. ID, 365. ID, 372. ID, 379. ID, 386. ID, 393. ID, 395. ID, 399. ID                                   | Février/Mars 1940          |
| 10.         | 270. à 273. ID, 276. à 280. ID                                                                                    | Mai/Juin 1940              |
| 11.         | 121. à 123. ID, 125. ID, 126. ID, 129. ID, 131. ID, 132. ID, 134. ID, 137. ID                                     | Octobre 1940               |
| 12.         | 97. ID, 99. à 102. ID, 106. ID, 110. ID à 112. ID                                                                 | Novembre 1940              |
| 13.         | 302. ID, 304. à 306. ID, 319. à 321. ID, 323. ID, 327. ID                                                         | Novembre/Décembre 1940     |
| 14.         | 332. ID, 333. ID, 335. à 337. ID, 339. ID, 340. ID, 342. ID                                                       | Novembre/Décembre 1940     |
| 15.         | 702. ID, 704. ID, 707. à 719. ID                                                                                  | Avril/Mai 1941             |
| 16.         | 201. à 204. Sicherungsbrigade                                                                                     | Juin 1941                  |
| 17.         | 328. ID, 329. ID, 330. ID, 331. ID                                                                                | Décembre 1941              |
| 18.         | 383. à 385. ID, 387. ID, 389. ID                                                                                  | Janvier 1942               |
| 19.         | 370. ID, 371. ID, 376. ID, 377. ID                                                                                | Mars/Avril 1942            |
| 20.         | 38. ID, 39. ID, 65. ID                                                                                            | Juillet 1942               |
| 21.         | 349. ID, 352. ID, 353. ID, 357. ID, 359. ID, 361. ID, 362. ID, 363. ID, 364. ID, 367. ID                          | Octobre 1943               |
| 22.         | 271. ID, 272. ID, 275. à 278. ID                                                                                  | Décembre 1943              |
| 23.         | 388. Sicherungsdivision (SD), 390. SD, 391. SD, 52. Feldausbildungsdivision                                       | Décembre 1943/Janvier 1944 |
| 24.         | Schattendivisionen Mielau (de), Wahn (de), Milowitz, Demba (de)                                                   | Février/Mars 1944          |
| 25.         | 77. ID, 84. ID, 85. ID, 89. ID, 91. ID, 92. ID                                                                    | Février/Mars 1944          |
| 26.         | Schattendivisionen Böhmen, Neuhammer, Ostpreußen, Wildflecken (de)                                                | Avril 1944                 |
| 27.         | 59. ID, 64. ID, 226. ID, 232. ID, 237. ID                                                                         | Juin 1944                  |
| 28.         | Schattendivisionen Jütland, Schlesien, Münsingen, Grafenwöhr (de)                                                 | Juillet 1944               |
| 29.         | 541. à 553. ID, 558. ID, 559. ID, 561. ID, 562. ID                                                                | Juillet 1944               |
| 30.         | 12. Volksgrenadier Division, 16. VGD, 19. Grenadier-Division, 36. VGD, 560. VGD, 563. VGD                         | Août 1944                  |
| 31.         | Schattendivisionen Breslau (de), Döllersheim (de), Groß-Born (de), Mähren (de), Rhön (de)                         | Août 1944                  |
| 32.         | 564. à 588. ID | Août 1944                  |
| 33.         | 48. ID, 85. ID, 189. ID, 245. ID, 246. ID, 275. ID, 361. VGD, 553. VGD, 708. ID, 716. ID                          | Janvier 1945               |
| 34.         | Schattendivisionen Dresden, Hamburg, Hannover, Wien, Donau                                                        | Février 1945               |
| 35.         | ID Potsdam, Ulrich von Hutten, Scharnhorst, Schlageter, Friedrich Ludwig Jahn, Theodor Körner                     | Avril 1945                 |

## Descriptif
|                | 1re vague | 2e vague | 3e vague | 4e vague | Division type 1944 | Division type 1945 |
| -------------- | --------- | -------- | -------- | -------- | ------------------ | ------------------ |
| Officiers      | 518       | 491      | 578      | 491      | 333                | 352                |
| Fonctionnaires | 102       | 98       | 94       | 99       | 70                 | 29                 |
| Sous-officiers | 2 573     | 2 273    | 2 722    | 2 165    | 2 164              | 1 947              |
| Hommes du rang | 13 667    | 12 411   | 14 507   | 12 264   | 10 205             | 9 581              |
| Total          | 16 860    | 15 273   | 17 901   | 15 019   | 12 772             | 11 909             |

|                     | 1re vague | 2e vague | 3e vague | 4e vague | Division type 1944 | Division type 1945 |
| ------------------- | --------- | -------- | -------- | -------- | ------------------ | ------------------ |
| Pistolets           | 3 681     | 3 801    | 4 640    | 3 639    | 2 013              | 1 563              |
| Fusils              | 12 609    | 10 828   | 11 423   | 10 807   | 8 598              | 7 594              |
| Mitrailleuses       | 535       | 459      | 709      | 457      | 716                | 536                |
| Canons d'infanterie | 26        | =        | =        | 20       | 25                 | 35                 |
| Canons antichars    | 75        | =        | =        | =        | 23                 | 11                 |
| Pièces d'artillerie | 48        | =        | =        | =        | 43                 | 37                 |
| Motos               | 530       | 497      | 425      | 529      | 168                | 138                |
| Blindés             | 394       | 393      | 330      | 359      | 167                | 146                |
| Camions             | 536       | 509      | 248      | 536      | 370                | 185                |
| Chevaux             | 5 375     | 4 854    | 6 033    | 4 077    | 3 979              | ----               |